# Conistra spadiceagrisea
Conistra spadiceagrisea är en fjärilsart som beskrevs av Charles Oberthür. Conistra spadiceagrisea ingår i släktet Conistra och familjen nattflyn. Inga underarter finns listade i Catalogue of Life.